# Montjoie-en-Couserans
Montjoie-en-Couserans – miejscowość i gmina we Francji, w regionie Oksytania, w departamencie Ariège.
Według danych na rok 1990 gminę zamieszkiwało 926 osób, a gęstość zaludnienia wynosiła 31 osób/km² (wśród 3020 gmin regionu Midi-Pyrénées Montjoie-en-Couserans plasuje się na 358. miejscu pod względem liczby ludności, natomiast pod względem powierzchni na miejscu 310.).